# Erich Grabner
Erich Grabner (* 23. Oktober 1928 in Krems an der Donau; † 29. November 2022 ebenda) war ein österreichischer Unternehmer und Politiker.

## Leben
Nach Kriegsunterbrechung legte er 1947 am Bundesrealgymnasium Krems die Matura ab. Er ergänzte die schulische Ausbildung an der HAK Innsbruck und am TGM Wien. Er war im elterlichen Betrieb tätig, leitete später auch die Wachauer Messe und war im Aufsichtsrat der GEDESAG.
Ab 1957 war er im Gemeinderat der Stadt Krems, ab 1977 im Stadtrat (als Baureferent und Vizebürgermeister) tätig. Vom 6. März 1990 bis 25. Juni 1996 hatte er das Amt des Bürgermeisters der Stadt Krems inne.
Am 5. Juni 1997 wurde ihm die Ehrenbürgerschaft der Stadt Krems verliehen.
Im Jahr 1993 ging von ihm die Initiative zur Gründung der IMC Fachhochschule Krems aus.